# Plutos
 Ikke at forveksle med Pluton.

I græsk mytologi var Plutos rigdommens gud. På latin staves han Plutus.
- Wikimedia Commons har flere filer relateret til Plutos

| Mytologi | Spire Denne artikel om mytologi er en spire som bør udbygges. Du er velkommen til at hjælpe Wikipedia ved at udvide den. |